# Reijnier Jurrien van Coeverden

Wapen van Coeverden

Reijnier Jurrien van Coeverden  was heer van 't Walfort, majoor in Staatse dienst, verwalter-drost en richter van stad een heerlijkheid Borculo en verwalter-drost van de Heerlijkheid Bredevoort

## Levensloop
Reijnier werd op 20 februari 1716 benoemd tot verwalter-drost van de heerlijkheid Bredevoort.